# Kinnvallsjön
Kinnvallsjön är en sjö i Malung-Sälens kommun i Dalarna och ingår i Dalälvens huvudavrinningsområde. Sjön är 15,5 meter djup, har en yta på 0,524 kvadratkilometer och är belägen 503,3 meter över havet. Sjön avvattnas av vattendraget Äran. Vid provfiske har abborre, sik, siklöja och öring fångats i sjön.

## Delavrinningsområde
Kinnvallsjön ingår i det delavrinningsområde (677749-134852) som SMHI kallar för Utloppet av Kinnvallsjön. Medelhöjden är 549 meter över havet och ytan är 8,08 kvadratkilometer. Det finns inga avrinningsområden uppströms utan avrinningsområdet är högsta punkten. Äran som avvattnar avrinningsområdet har biflödesordning 3, vilket innebär att vattnet flödar genom totalt 3 vattendrag innan det når havet efter 454 kilometer. Avrinningsområdet består mestadels av skog (66 procent). Avrinningsområdet har 0,76 kvadratkilometer vattenytor vilket ger det en sjöprocent på 9,4 procent.